# Tanyproctus adanensis
Tanyproctus adanensis är en skalbaggsart som beskrevs av Edmund Reitter 1908. Tanyproctus adanensis ingår i släktet Tanyproctus och familjen Melolonthidae. Inga underarter finns listade i Catalogue of Life.